# Аутопут R 7.1
Аутопут R 7.1 је аутопут у изградњи на Косову и Метохији. са циљем повезивања источних и централних крајева покрајине.
Изградња аутопута је започета 15. априла 2018. године, са очекивањем да ће трајати 30 месеци и коштати 87 милиона евра. Радови су успорили звог повећаних трошкова експропријације земљишта и прекинути током 2020. године због пандемије ковида, а процене трошкова су ревидиране на 260 милиона евра.